# Пью, Джим
Джим Пью (англ. Jim Pugh; род. 5 февраля 1964, Бербанк, Калифорния) — американский профессиональный теннисист, бывшая первая ракетка мира в парном разряде. Восьмикратный победитель турниров Большого шлема и финального турнира Мастерс 1988 года в мужском и смешанном парном разряде, обладатель Кубка Дэвиса 1990 года в составе сборной США.

## Спортивная карьера

### Начало карьеры
В 1983 и 1984 годах, во время учёбы в Калифорнийском университете в Лос-Анджелесе Джим Пью дважды входил в символическую любительскую сборную США. Свои первые матчи в профессиональном турнире он провёл в июле 1985 года в Стамбуле. На следующий год он выиграл свои первые профессиональные турниры, «челленджеры» в Травемюнде (ФРГ, в паре с Десмондом Тайсоном) и в Стамбуле (в одиночном разряде), а до конца года также выиграл «челленджер» в Роли (Северная Каролина) со своим будущим постоянным партнёром Лич, Рик, Риком Личем.
В марте 1987 года после участия в нескольких финалах «челленджеров» Джим Пью вошёл в число ста лучших теннисистов мира в одиночном разряде, а в апреле — в парах. В апреле он вышел в свой первый финал турнира Гран-при на Открытом чемпионате Германии, где они с Клаудио Медзадри победили такие сильные пары, как Серхио Касаль и Эмилио Санчес, а также Милослав Мечирж и Томаш Шмид. Сразу после этого в Мюнхене с Блейном Уилленборгом Пью выиграл свой первый турнир Гран-при, снова победив Касаля и Санчеса, на сей раз в финале. В июле и сентябре он дважды дошёл до финала турниров Гран-при в одиночном разряде в Скенектади (Нью-Йорк) и Сан-Франциско, где в первом круге обыграл тринадцатую ракетку мира Тима Майотта. До конца сезона он ещё четырежды играл в финалах в парном разряде и два из них выиграл, в том числе в Скоттсдейле (Аризона), где они с Личем в четвертьфинале победили Джима Грэбба и Кена Флэка. В итоге Пью закончил год в числе пятидесяти лучших теннисистов мира и в одиночном, и в парном разряде.

### Пик карьеры
В 1988 году Джим Пью вошёл в число лучших игроков мира в парном разряде. Уже в январе они с Личем выиграли Открытый чемпионат Австралии в мужском парном разряде, а с Яной Новотной Пью завоевал титул в смешанных парах. До конца года они с Личем ещё девять раз играли в финалах, в том числе на Открытом чемпионате США, и честь раз добивались побед. За сезон они трижды, в Индианаполисе, Детройте и на Открытом чемпионате США, добивались победы над ведущей парой мира, Робертом Сегусо и Кеном Флэком, ставшими в этом году Олимпийскими чемпионами, но сами на Олимпиаду не поехали. Завершили они сезон победой на турнире Мастерс, итоговом турнире тура Гран-при, а сам Пью поднялся в рейтинге парных игроков до шестого места. С Яной Новотной он завоевал второй за сезон титул Большого шлема на Открытом чемпионате США. В одиночном разряде он не добивался столь значительных успехов, но участие в полуфиналах в Окленде, Скоттсдейле и Франкфурте позволило ему сохранить за собой место в числе ста лучших игроков мира и в этом году.
В 1989 году Пью продолжил успешное сотрудничество как с Личем, так и с Новотной. С Личем они второй раз подряд первенствовали на Открытом чемпионате Австралии и дошли до финала на Уимблдонском турнире, к которому Пью подошёл в ранге первой ракетки мира в парном разряде. Всего за год они восемь раз доходили до финала и одержали пять побед, и Пью закончил год вторым в рейтинге, после того как потерял первую позицию, проиграв в четвертьфинале Открытого чемпионата США. Прошлогодний успех в турнире Мастерс им с Личем также повторить не удалось. С Новотной Пью выиграл ещё два турнира Большого шлема: во второй раз Открытый чемпионат Австралии, а также Уимблдон. На Открытом чемпионате США они были посеяны первыми, но вылетели уже во втором круге. Наконец, и в одиночном разряде Пью выступал достаточно удачно, дважды дойдя до финала турниров Гран-При, и один из них, в Ньюпорте, выиграв.
В 1990 году Пью завоевал свой третий титул на турнирах Большого шлема в мужских парах, выиграв с Личем Уимблдонский турнир, а в смешанных парах свой пятый титул, победив на Открытом чемпионате Австралии в третий раз за три года, на этот раз с Натальей Зверевой. Позже они со Зверевой дошли также до финала на Открытом чемпионате США, а с Новотной до полуфинала на Уимблдоне. С Личем Пью дошёл до полуфинала в Австралии, но в США они проиграли уже в первом круге. Всего за год они пять раз играли в финалах и одержали три победы. Дважды за год, в мае перед Открытым чемпионатом Франции и в августе перед Открытым чемпионатом США, Пью возвращался на первое место в рейтинге, но снова его терял и закончил год на третьей позиции. В конце года, уже после турнира Мастерс, Пью завоевал свой последний титул за сезон, выиграв со сборной США Кубок Дэвиса. В одиночном разряде за год он не сумел пробиться в решающие этапы ни на одном турнире и в итоге потерял место в первой сотне рейтинга.

### Окончание карьеры
В 1991 год успехи Джима Пью пошли на спад. В одиночном разряде он обычно проигрывал в первом или втором круге и закончил сезон в конце третьей сотни в рейтинге. В парах же он в первый раз ра три года не завоевал ни одного титула на турнирах Большого шлема, хотя и дошёл с Личем до финала на Открытом чемпионате Франции, а со Зверевой на Уимблдоне. Всего за год он выиграл три турнира, причём последний, в Лос-Анджелесе, не с Личем, а с перуанцем Хавьером Франой. В Открытом чемпионате США Пью выбыл из борьбы в смешанных парах (где они со Зверевой были посеяны третьими) уже в первом круге, а в мужских парах с Личем во втором, после чего завершил сезон.
После 1991 года Пью не выступал в одиночном разряде на протяжении трёх лет, сосредоточившись на выступлениях в парах, но и там его успехи были скромными: за три года он только четырежды играл в финалах, каждый раз с новым партнёром, и только один из них, в 1992 году, сумел выиграть. В турнирах Большого шлема его лучшим результатом стал четвертьфинал Открытого чемпионата Франции 1992 года, где он выступал в мужском парном разряде с Петром Кордой, и Открытого чемпионата Австралии того же года в смешанных парах со Зверевой.
1995 год стал последним сезоном, который Джим Пью провёл полностью. Часть игр он провёл в «челленджерах», но и там не сумел выиграть ни одного титула, только раз, на Арубе, дойдя до финала в одиночном разряде. За первую половину 1996 года он сумел выиграть «челленджер» в Хамбюрене (Германия), но в июле принял решение об уходе с корта. По окончании игровой карьеры он преподавал в колледже Меримаунт в городке Ранчо-Палос-Вердес.

## Стиль игры
Джима Пью отличала необычная манера игры, заключавшаяся в том, что как закрытой, так и открытой ракеткой он играл обеими руками.

## Место в рейтинге в конце года
| Год  | Одиночный разряд | Парный разряд |
| ---- | ---------------- | ------------- |
| 1995 | 273              | 229           |
| 1994 |                  | 77            |
| 1993 |                  | 85            |
| 1992 | 1074             | 68            |
| 1991 | 397              | 30            |
| 1990 | 121              | 3             |
| 1989 | 60               | 2             |
| 1988 | 63               | 6             |
| 1987 | 45               | 32            |
| 1986 | 99               | 134           |
| 1985 | 344              | 245           |

## Участие в финалах турниров Большого шлема за карьеру (13)

### Мужской парный разряд (6)

#### Победы (3)
| Год  | Турнир                           | Партнёр | Соперники в финале           | Счёт в финале          |
| ---- | -------------------------------- | ------- | ---------------------------- | ---------------------- |
| 1988 | Открытый чемпионат Австралии     | Рик Лич | Джереми Бейтс Петер Лундгрен | 6-3, 6-2, 6-3          |
| 1989 | Открытый чемпионат Австралии (2) | Рик Лич | Марк Кратцман Даррен Кэхилл  | 6-4, 6-4, 6-4          |
| 1990 | Уимблдонский турнир              | Рик Лич | Дани Виссер Питер Олдрич     | 7-6(5), 7-6(4), 7-6(5) |

#### Поражения (3)
| Год  | Турнир                     | Партнёр | Соперники в финале            | Счёт в финале        |
| 1988 | Открытый чемпионат США     | Рик Лич | Серхио Касаль Эмилио Санчес   | без игры             |
| 1989 | Уимблдонский турнир        | Рик Лич | Джон Фицджеральд Андерс Яррид | 6-3, 64-7, 4-6, 64-7 |
| 1991 | Открытый чемпионат Франции | Рик Лич | Джон Фицджеральд Андерс Яррид | 0-6, 5-7             |

### Победы (5)
| Год  | Турнир                           | Партнёр         | Соперники в финале                | Счёт в финале |
| ---- | -------------------------------- | --------------- | --------------------------------- | ------------- |
| 1988 | Открытый чемпионат Австралии     | Яна Новотна     | Мартина Навратилова Тим Галликсон | 5-7, 6-2, 6-4 |
| 1988 | Открытый чемпионат США           | Яна Новотна     | Элизабет Смайли Джон Макинрой     | 7-5, 6-3      |
| 1989 | Открытый чемпионат Австралии (2) | Яна Новотна     | Зина Гаррисон Шервуд Стюарт       | 6-3, 6-4      |
| 1989 | Уимблдонский турнир              | Яна Новотна     | Дженни Бирн Марк Кратцман         | 6-4, 5-7, 6-4 |
| 1990 | Открытый чемпионат Австралии (3) | Наталья Зверева | Зина Гаррисон Рик Лич             | 4-6, 6-2, 6-3 |

#### Поражения (2)
| Год  | Турнир                 | Партнёр         | Соперники в финале               | Счёт в финале |
| ---- | ---------------------- | --------------- | -------------------------------- | ------------- |
| 1990 | Открытый чемпионат США | Наталья Зверева | Элизабет Смайли Тодд Вудбридж    | 4-6, 2-6      |
| 1991 | Уимблдонский турнир    | Наталья Зверева | Элизабет Смайли Джон Фицджеральд | 6-7(4), 2-6   |

## Участие в финалах турниров в одиночном разряде за карьеру (4)

### Победа (1)
| Дата        | Турнир                                     | Покрытие | Соперник в финале | Счёт в финале |
| ----------- | ------------------------------------------ | -------- | ----------------- | ------------- |
| 10 июл 1989 | Hall of Fame Tennis Championships, Ньюпорт | Трава    | Петер Лундгрен    | 6-4, 4-6, 6-2 |

### Поражения (3)
| Дата        | Турнир                                              | Покрытие | Соперник в финале | Счёт в финале |
| ----------- | --------------------------------------------------- | -------- | ----------------- | ------------- |
| 20 июл 1987 | Скенектади, Нью-Йорк, США                           | Хард     | Хайме Исага       | 6-0, 6-7, 1-6 |
| 28 сен 1987 | Сан-Франциско, США                                  | Ковёр    | Петер Лундгрен    | 1-6, 5-7      |
| 31 июл 1989 | Volvo International, Страттон-Маунтин, Вермонт, США | Хард     | Брэд Гилберт      | 5-7, 0-6      |

### Титулы в мужском парном разряде за карьеру (22)
| Легенда                                  |
| ---------------------------------------- |
| Большой шлем (3)                         |
| Мастерс (1)                              |
| ATP Championship Series, Single Week (1) |
| ATP Championship Series (2)              |
| ATP World (3)                            |
| Гран-При / WCT (12)                      |

| №   | Дата        | Турнир                                          | Покрытие | Партнёр          | Соперники в финале                 | Счёт в финале           |
| --- | ----------- | ----------------------------------------------- | -------- | ---------------- | ---------------------------------- | ----------------------- |
| 1.  | 11 мая 1987 | BMW Open, Мюнхен, ФРГ                           | Грунт    | Блейн Уилленборг | Серхио Касаль Эмилио Санчес        | 7-6, 4-6, 6-4           |
| 2.  | 12 окт 1987 | Открытый чемпионат Скоттсдейла, США             | Хард     | Рик Лич          | Дэн Голди Мел Пёрселл              | 6-3, 6-2                |
| 3.  | 2 ноя 1987  | Гонконг                                         | Хард     | Марк Кратцман    | Брэд Дрюэтт Марти Дэвис            | 6-7, 6-4, 6-2           |
| 4.  | 25 янв 1988 | Открытый чемпионат Австралии, Мельбурн          | Хард     | Рик Лич          | Джереми Бейтс Петер Лундгрен       | 6-3, 6-2, 6-3           |
| 5.  | 9 мая 1988  | BMW Open, Мюнхен (2)                            | Грунт    | Рик Лич          | Альберто Манчини Кристиан Миниусси | 7-6, 6-1                |
| 6.  | 25 июл 1988 | Sovran Bank Classic, Вашингтон, США             | Хард     | Рик Лич          | Хорхе Лосано Тодд Уитскен          | 6-3, 6-7, 6-2           |
| 7.  | 8 авг 1988  | Чемпионат США на твёрдых кортах, Атланта        | Хард     | Рик Лич          | Роберт Сегусо Кен Флэк             | 6-4, 6-3                |
| 8.  | 22 авг 1988 | Cincinnati Open, США                            | Хард     | Рик Лич          | Джим Грэбб Патрик Макинрой         | 6-2, 6-4                |
| 9.  | 21 ноя 1988 | Детройт, США                                    | Ковёр    | Рик Лич          | Роберт Сегусо Кен Флэк             | 6-4, 6-1                |
| 10. | 11 дек 1988 | Мастерс, Лондон, Великобритания                 | Ковёр    | Рик Лич          | Серхио Касаль Эмилио Санчес        | 6-4, 6-3, 2-6, 6-0      |
| 11. | 30 янв 1989 | Открытый чемпионат Австралии, Мельбурн (2)      | Хард     | Рик Лич          | Марк Кратцман Даррен Кэхилл        | 6-4, 6-4, 6-4           |
| 12. | 24 мар 1989 | Eagle Classic, Скоттсдейл (2)                   | Хард     | Рик Лич          | Пол Аннакон Кристо ван Ренсбург    | 6-7, 6-3, 6-2, 2-6, 6-4 |
| 13. | 1 мая 1989  | Сингапур                                        | Хард     | Рик Лич          | Пол Уэкеса Пол Чемберлин           | 6-3, 6-4                |
| 14. | 8 мая 1989  | Нью-Йорк, США                                   | Грунт    | Рик Лич          | Джим Курье Пит Сампрас             | 6-4, 6-2                |
| 15. | 37 ноя 1989 | Citibank Open, Итапарика, Бразилия              | Хард     | Рик Лич          | Хорхе Лосано Тодд Уитскен          | 6-2, 7-6                |
| 16. | 26 фев 1990 | U.S. Pro Indoor, Филадельфия, США               | Ковёр    | Рик Лич          | Грант Коннелл Гленн Мичибата       | 3-6, 6-4, 6-2           |
| 17. | 26 мар 1990 | Lipton International, Ки-Бискейн, США           | Хард     | Рик Лич          | Борис Беккер Кассио Мотта          | 6-4, 3-6, 6-3           |
| 18. | 9 июл 1990  | Уимблдонский турнир, Лондон                     | Трава    | Рик Лич          | Дани Виссер Питер Олдрич           | 7-6(5), 7-6(4), 7-6(5)  |
| 19. | 18 фев 1991 | U.S. Pro Indoor (2)                             | Ковёр    | Рик Лич          | Удо Риглевски Михаэль Штих         | 6-4, 6-4                |
| 20. | 13 мая 1991 | Чемпионат США на грунтовых кортах, Шарлотт, США | Грунт    | Рик Лич          | Брет Гарнетт Грег ван Эмбург       | 6-3, 2-6, 6-3           |
| 21. | 5 авг 1991  | Открытый чемпионат Лос-Анджелеса, США           | Хард     | Хавьер Франа     | Гленн Мичибата Брэд Пирс           | 7-5, 2-6, 6-4           |
| 22. | 10 авг 1992 | Открытый чемпионат Лос-Анджелеса (2)            | Хард     | Патрик Гэлбрайт  | Франсиско Монтана Дэвид Уитон      | 7-6, 7-6                |

## Выступления в командных турнирах

### Финалы командных турниров (1)

#### Победы (1)
| №  | Год  | Турнир       | Команда                            | Соперник в финале                              | Счёт |
| 1. | 1990 | Кубок Дэвиса | А. Агасси, М. Чанг, Р. Лич, Д. Пью | Д. Кэхилл, П. Кэш, Д. Фицджеральд, Р. Фромберг | 3-2  |

## Статистика выступлений в центральных турнирах в мужском парном разряде
| Открытый чемпионат Австралии                            | -                  | НУ                 | П                  | П                  | 1/2 | 3К  | 1К  | НУ | 1К  | 1К | 2 / 7 | 18-5 |
| Открытый чемпионат Франции                              | 2К                 | 1                  | 1/4                | 1К                 | 3К  | Ф   | 1/4 | 1К | 1К  | НУ | 0 / 9 | 14-9 |
| Уимблдонский турнир                                     | 1К                 | 1К                 | 3К                 | Ф                  | П   | 1К  | 1   | 2К | 2К  | НУ | 1 / 9 | 15-8 |
| Открытый чемпионат США                                  | 1К                 | 3К                 | Ф                  | 1/4                | 1К  | 2К  | 1К  | 1К | 1К  | НУ | 0 / 9 | 11-8 |
| Открытый чемпионат США                                  | НУ                 | НУ                 | П                  | КТ                 | КТ  | НУ  | НУ  | НУ | НУ  | НУ | 1 / 3 | 6-6  |
| ATP Championship Series, Single Week / Mercedes Super 9 |                    |                    |                    |                    |     |     |     |    |     |    |       |      |
| Индиан-Уэллз                                            | Серия не учреждена | Серия не учреждена | Серия не учреждена | Серия не учреждена | 1/2 | 2К  | 1/2 | 2К | 1К  | НУ | 0 / 5 | 5-5  |
| Майами                                                  | Серия не учреждена | Серия не учреждена | Серия не учреждена | Серия не учреждена | П   | 3К  | 1/4 | 2К | 1/4 | 2К | 1 / 6 | 14-5 |
| Монте-Карло                                             | Серия не учреждена | Серия не учреждена | Серия не учреждена | Серия не учреждена | НУ  | НУ  | НУ  | 1К | НУ  | НУ | 0 / 1 | 0-1  |
| Открытый чемпионат Италии                               | Серия не учреждена | Серия не учреждена | Серия не учреждена | Серия не учреждена | 1К  | НУ  | 2К  | 1К | 2К  | НУ | 0 / 4 | 2-4  |
| Открытый чемпионат Германии                             | Серия не учреждена | Серия не учреждена | Серия не учреждена | Серия не учреждена | НУ  | НУ  | 2К  | 2К | 1К  | НУ | 0 / 3 | 2-3  |
| Монреаль / Торонто                                      | Серия не учреждена | Серия не учреждена | Серия не учреждена | Серия не учреждена | НУ  | НУ  | 1К  | 2К | 2К  | НУ | 0 / 3 | 2-3  |
| Цинциннати                                              | Серия не учреждена | Серия не учреждена | Серия не учреждена | Серия не учреждена | 1/2 | 1/4 | 1К  | НУ | 1К  | НУ | 0 / 4 | 4-4  |
| Стокгольм / Эссен                                       | Серия не учреждена | Серия не учреждена | Серия не учреждена | Серия не учреждена | 2К  | НУ  | НУ  | НУ | 1К  | НУ | 0 / 2 | 1-2  |
| Париж                                                   | Серия не учреждена | Серия не учреждена | Серия не учреждена | Серия не учреждена | 2R  | НУ  | НУ  | НУ | 2R  | НУ | 0 / 2 | 1-2  |